# Dimagrimento localizzato
Il dimagrimento localizzato, conosciuto nei paesi anglofoni come spot reduction, è il frutto di una teoria, non confermata in ambito scientifico, che sostiene la possibilità di accentuare la riduzione del grasso corporeo (massa grassa) in determinate zone del corpo tramite specifici allenamenti fisici.
Il termine spot reduction è stato successivamente attribuito anche a uno specifico metodo di allenamento misto, aerobico/anaerobico, che, coniugando il cardiofitness e l'allenamento con i pesi, mira al raggiungimento di un simile scopo.

## Concetto diSpot reductioncome dimagrimento localizzato
La Spot Reduction, inteso come concetto generico di dimagrimento localizzato, si riferisce alla teoria, tutt'oggi non validata dalla ricerca, che sostieme come il grasso di deposito possa essere ridotto in zone specifiche del corpo tramite allenamenti fisici mirati. La ricerca scientifica non è riuscita a dare una risposta definitiva sull'esistenza o meno di questo evento, ma ad oggi non sono state fornite chiare prove sulla sua esistenza e validità. Bisogna inoltre riconoscere che le varie ricerche analizzano diversi metodi di allenamento con diversi metodi di misurazione per stabilire l'esistenza della Spot reduction, e anche se alcuni studi smentiscono la validità di questa pratica, alcune ricerche potrebbero fornire indizi a favore di questa teoria. Rivolgendosi a molti professionisti del settore fitness, sembra che una buona parte di essi non creda del dimagrimento localizzato. Diversi studi sostengono che il dimagrimento sia un fenomeno generalizzato, cioè che il grasso di deposito subisce un decremento generale senza che possa essere intaccata solo o maggiormente una particolare area. Altre ricerche sostengono che sia gli allenamenti misti aerobici/anaerobici che anaerobici possano permettere la Spot reduction. Ad esempio, la Spot reduction sembra essere stata osservata in un particolare metodo di allenamento a circuito aerobico (chiamato appunto Spot reduction, SR), ma non nel tradizionale allenamento aerobico (Steady State Training, SST). Nel contesto anaerobico (lattacido), la Spot reduction è vista come un mito, perché è stato riscontrato che un programma di allenamento per i muscoli addominali non riduce selettivamente il grasso nella zona addominale (Katch et al. 1984). La zona addominale è sempre stata bersaglio dei pubblicitari, che hanno ampiamente supportato il concetto di Spot reduction legato all'esercizio addominale per promuovere la vendita dei propri prodotti. Questo nonostante le evidenze scientifiche ne abbiano smentito l'efficacia, portando definitivamente a stabilire che l'esercizio per gli addominali sia un metodo inutile per ridurre lo strato adiposo sottocutaneo in tale zona. Tuttavia, a seguito di questa ricerca, sembra che molti professionisti abbiano dedotto che questa prova possa bastare per poter estendere l'inesistenza della Spot reduction in relazione a qualsiasi tipo di allenamento fisico, e quindi a screditare a priori il concetto generale di dimagrimento localizzato di per sé. Molte bibliografie che trattano l'argomento Spot reduction come mito si basano infatti sui risultati dello studio di Katch relativo alla riduzione addominale. Altri autori ancora hanno tratto le loro conclusioni sull'impossibilità della Spot reduction esaminando solo gli studi che avvalorano le loro posizioni, ed ignorando invece le ricerche che portano a conclusioni differenti. Questo infine non rappresenta un quadro completo della situazione, tanto da non poter considerare necessariamente il dimagrimento localizzato come un mito. In realtà dal punto di vista scientifico la questione è ben più complessa, e non trova risposte definitive e naturalmente così generalizzate e a senso unico. Sebbene l'inefficacia di un programma di allenamento per gli addominali con il fine di ridurre il grasso addominale sia stata ulteriormente confermata da ricerche più recenti, altri studi hanno analizzato la questione concentrandosi su altre zone corporee, e trovando in alcuni casi indizi che avvalorerebbero questa teoria.
Come verrà esposto più dettagliatamente in seguito, anche i metodi di misurazione possono dare dei risultati differenti a livello di interpretazione. Quando il muscolo scheletrico è sottoposto ad un processo di ipertrofia, in particolare con l'esercizio con i pesi, esso occupa un maggiore spazio, comprime lo spazio extracellulare tra le cellule adipose contro la pelle fino a che questa si adatta, ed il muscolo più voluminoso è più facilmente visibile attraverso lo strato di grasso. Ciò può dare l'illusione che il grasso venga ridotto quando non lo è. Se la quantità totale di grasso sottocutaneo nell'arto allenato (gamba o braccio) rimane inalterato dopo il programma di allenamento (il diametro degli adipociti non cambia), ma di fatto occupa meno spazio a causa dell'ipertrofia muscolare, questo risulterebbe in un decremento del grasso sottocutaneo tramite una valutazione plicometrica, ma non con altri metodi più precisi come l'imaging a risonanza magnetica. Inoltre, le aree specifiche esaminate nelle varie ricerche differiscono ampiamente tra loro, e includono il grasso nella zona del tricipite brachiale, avambracci, coscia, l'addome. Un altro fattore che contribuisce a creare discrepanze tra gli studi che esaminano il concetto di spot reduction è il tipo di esercizio utilizzato per allenare i soggetti che varia considerevolmente (tennis, callistenia, sit-up, e allenamento con i pesi).

### Riduzione localizzata e allenamento anaerobico
Una delle più note ricerche sulla questione del dimagrimento localizzato risale al 1984 da parte di Katch et al. In questo studio vennero valutati gli effetti di un programma di allenamento della durata di 27 giorni che prevedeva l'esecuzione dell'esercizio per la parete addominale chiamato sit up sulle dimensioni delle cellule adipose e sull'adiposità nella zona addominale. Vennero effettuate delle biopsie del tessuto adiposo dall'addome, della zona sottoscapolare, e della zona glutea su 13 soggetti, nei periodi prima e dopo un programma di allenamento. In questo programma, 13 soggetti maschi effettuarono un allenamento ad intervalli da 10 serie di sit up per 27 giorni; il numero totale di ripetizioni di sit up eseguiti in questo programma ammontavano a 5004. Il tempo cumulativo speso per portare a termine queste 5004 ripetizioni era di 2 ore e 3 minuti, o mediamente, attorno ai 4 minuti e 33 secondi per giornata. Mentre le dimensioni delle cellule adipose vennero significativamente ridotte, non risultò alcuna differenza tra le varie zone corporee, indicando che non si era verificato alcun effetto sul dimagrimento localizzato. Il risultato della ricerca dimostrò chiaramente che l'esercizio del sit up non riduceva in maniera maggiore e preferenziale le dimensioni delle cellule adipose e il grasso sottocutaneo nella regione addominale se comparato ad altre regioni corporee. Questo esito inizialmente servì a sfatare il mito del dimagrimento localizzato indirizzato alla parete addominale, almeno in relazione all'allenamento tradizionale.
Una ricerca più recente (Vispute et al. 2011) riprese ad indagare sugli effetti degli esercizi per gli addominali sul grasso addominale. 24 soggetti sani e sedentari, di cui 14 uomini e 10 donne, tra i 18 e i 40 anni, vennero distribuiti in maniera casuale all'interno di 2 gruppi: il primo rappresentava il gruppo di controllo che non è stato sottoposto all'allenamento, mentre il secondo ha rappresentato i soggetti protagonisti del programma di allenamento. Sono state testate antropometria, composizione corporea, e resistenza muscolare addominale prima e dopo il programma. Al gruppo sottoposto all'allenamento è stato indicato di eseguire 7 esercizi per gli addominali, ognuno dei quali con 2 serie da 10 ripetizioni per 5 giorni a settimana per un periodo di 6 settimane. Il gruppo di controllo si è limitato solamente a seguire una dieta isocalorica (dello stesso apporto calorico sul fabbisogno individuale) durante il periodo dello studio. Gli esercizi per gli addominali non hanno portato ad alterazioni significative del peso corporeo, della percentuale di grasso corporeo, della percentuale di grasso addominale, della circonferenza addominale, della plica addominale e sovrailiaca. Il gruppo allenato ha solo guadagnato una maggiore resistenza alla fatica e la capacità di eseguire più ripetizioni se comparato al gruppo di controllo. In linea con i risultati di Katch di 27 anni prima, si è concluso che un programma di allenamento per gli addominali non è sufficiente a ridurre il grasso sottocutaneo localizzato.
Olson e Edelstein (1968) supportarono l'ipotesi che il dimagrimento localizzato, e quindi una riduzione delle dimensioni delle cellule adipose, si verifica in prossimità dei muscoli della parte del corpo allenata, ma non nella parte controlaterale non allenata. Essi riscontrarono una riduzione dello spessore della plica cutanea solo nel braccio allenato. Tuttavia in un altro studio precedente (Roby, 1962), durante il periodo di studio venne registrata una significativa riduzione dello spessore delle pliche cutanee sia nel braccio allenato che in quello non allenato. I risultati di questo studio sono più coerenti con le osservazioni fatte sugli atleti che enfatizzano movimenti asimmetrici monolaterali.
A conferma dei risultati di Roby, Gwinup et al. (1971) misurarono lo spessore delle pliche cutanee di entrambe le braccia di alcuni giocatori di tennis professionisti e di alcuni soggetti di controllo. I ricercatori avanzarono l'ipotesi che se il dimagrimento localizzato esiste, il braccio allenato di un giocatore di tennis dovrebbe presentare molto meno grasso rispetto al braccio inattivo. Anche se i giocatori di tennis tendono a sviluppare i muscoli del loro braccio e spalla dominanti, non vi era alcuna differenza di spessore della plica cutanea tra il braccio dominante e il non dominante. Lo spessore della plica cutanea non differiva neanche tra le 2 braccia dei soggetti di controllo, ma lo spessore delle pliche cutanee di entrambe le braccia è stata inferiore nei giocatori di tennis rispetto al gruppo di controllo.
Krotkiewski et al. (1979) testarono un programma di allenamento per una sola gamba della durata di 5 settimane su 10 donne sane di mezza età. Le misurazioni mediante ultrasuoni e plica rivelarono che lo spessore del tessuto adiposo sottocutaneo femorale della gamba allenata era significativamente diminuito, mentre lo spessore del tessuto della gamba non allenata è rimasto invariato. La gamba allenata guadagnò più forza e spessore muscolare (ipertrofia) al contrario di quella non allenata. Anche se la gamba allenata ha dimostrato una leggera diminuzione dello spessore del grasso sottocutaneo, e la gamba non allenata ha mostrato un lieve aumento del grasso sottocutaneo, le differenze non sono state significative, probabilmente a causa del ridotto numero di persone oggetto dello studio. I ricercatori conclusero che la diminuzione dello spessore del tessuto adiposo sottocutaneo non era associato ad una riduzione significativa della dimensione delle cellule adipose, ma era probabilmente più legato a fattori geometrici secondari dati dall'ipertrofia del muscolo sottostante. Si concluse che la relazione tra la componente magra e grassa della coscia umana è significativamente influenzata dalle variazioni l'attività dei muscoli scheletrici della coscia, ma un programma di allenamento di resistenza localizzato difficilmente può essere utilizzato per ridurre localmente i depositi di grasso posti in prossimità dei muscoli allenati.
Treuth et al., mediante 2 studi (1994, 1995) esaminarono gli effetti di un programma di allenamento di resistenza sui cambiamenti della composizione corporea, in particolare sul tessuto adiposo intra-addominale, in uomini e donne anziani sani. Essi riscontrarono una maggiorazione della massa muscolare, e una riduzione significativa del grasso intra-addominale. Treuth e colleghi in realtà non stavano esaminando la Spot reduction, ma i loro risultati hanno sollevato la possibilità che la plica non sia una tecnica valida per misurare i cambiamenti di grasso sottocutaneo locale provocato dall'esercizio fisico. In questo contesto, la constatazione poteva avere un certo peso anche sulla ricerca inerente al dimagrimento localizzato. Ciò che notarono fu che secondo le stime del plicometro, il grasso cutaneo non era cambiato tra la fase precedente e successiva al programma di allenamento di resistenza, mentre ne veniva rilevato un decremento con l'imaging a risonanza magnetica (MRI), la tomografia computerizzata (CT), o la Assorbimetria a raggi X a doppia energia (DEXA). I ricercatori conclusero che il decremento del grasso sottocutaneo come risultato dell'allenamento di resistenza può essere stabilito solo usando criteri di misurazione più precisi come MRI, CT, o DEXA e non con i metodi antropometrici come la plicometria.
Uno studio del 2006 pubblicato sull'American Journal of Physiology (Stallknecht et al.) sembrava indicare che la riduzione del grasso localizzato può essere possibile con l'allenamento anaerobico. Nella ricerca, condotta presso l'Università di Copenhagen (Danimarca), gli scienziati hanno voluto constatare se la lipolisi è più elevata nel tessuto adiposo sottocutaneo adiacente ai muscoli in attività. 10 soggetti di sesso maschile sono stati testati mediante l'esecuzione leg extension con una sola gamba a diverse intensità: nei primi 30 minuti è stata allenata una gamba al 25% 1RM; nei successivi 120 minuti l'altra gamba è stata allenata al 55% di 1RM; nei seguenti 30 minuti è stata allenata nuovamente la prima gamba all'85% 1 RM. I soggetti hanno riposato 30 minuti tra l'allenamento di una gamba e l'altro. I ricercatori hanno poi misurato l'entità del flusso di sangue sottocutaneo delle cellule adipose dei soggetti sia nella coscia allenata che in quella a riposo, nonché la quantità di lipolisi da tali cellule adipose. Gli scienziati hanno osservato un aumento del flusso sanguigno e della lipolisi nella gamba sottoposta all'esercizio rispetto alla gamba a riposo. Lo studio ha suggerito che il flusso sanguigno e la lipolisi sono generalmente più alte nel tessuto adiposo sottoctuaneo adiacente al muscolo attivo più che al muscolo a riposo indipendentemente l'intensità dell'esercizio. Questo esito ha concluso che esercizi specifici possono indurre la spot reduction del tessuto adiposo. L'ipotesi in questo caso sostiene che la riduzione localizzata indotta dall'esercizio sia data dall'attività locale del muscolo il quale stimola la lipolisi del tessuto adiposo sottocutaneo nelle zone adiacenti, portando alla spot reduction del tessuto adiposo, e quindi a modificare la distribuzione del grasso.
Un ulteriore studio l'anno successivo (Kostek et al., 2007) volle esaminare la questione del dimagrimento localizzato ottenuto con l'allenamento anaerobico di resistenza. 104 soggetti, di cui 45 uomini e 59 donne hanno partecipato ad un programma di allenamento di resistenza mirato allo stimolo del solo braccio non dominante, tralasciando l'allenamento per quello dominante. Il grasso sottocutaneo è stato misurato mediante risonanza magnetica e plicometro. Da questi risultati è emerso che il grasso sottocutaneo, misurato con la plica cutanea, ha subito una diminuzione nel braccio allenato ma non nel braccio allenato negli uomini, ma era simile nel campione totale e nelle donne. I risultati della risonanza magnetica relativi ai cambiamenti del grasso sottocutaneo però non sono risultati differenti tra le braccia del campione totale di soggetti e per il sesso, portando a concludere che, basando i propri dati sugli esiti della risonanza magnetica, il dimagrimento localizzato non avviene. Prendendo come riferimento le constatazioni di Treuth et al. (1994, 1995), i ricercatori hanno respinto i dati della plica a causa delle limitazioni inerenti alle sottili variazioni volumetriche che possono essere osservate con l'uso della risonanza magnetica ma non con la prima. Ad ogni modo da questo studio si è concluso che anche l'allenamento anaerobico di resistenza potrebbe ridurre il grasso sottocutaneo, ma questi risultati variano in base al sesso e alla tecnica di valutazione.

### Riduzione localizzata e allenamento aerobico
Una buona parte dei test scientifici sul dimagrimento localizzato si sono concentrati sull'effetto dato dall'allenamento anaerobico più che su quello aerobico. Uno dei motivi per cui la ricerca sulla Spot reduction è spesso maggiormente orientata sull'effetto dell'esercizio anaerobico di resistenza, può essere il fatto che questo particolare tipo di allenamento può favorire più facilmente un coinvolgimento selettivo delle zone corporee. In realtà, anche l'allenamento aerobico a circuito che alterna stazioni cardio a sovraccarichi (Super Circuit Training) può essere sfruttato per questo scopo, dal momento che anche questo include delle metodiche tipiche del Resistance training (allenamento con sovraccarichi) che possono colpire selettivamente delle zone corporee specifiche, ma in un contesto misto aerobico/anaerobico. Alcune evidenze scientifiche suggeriscono che questo metodo possa portare a risultati sulla Spot reduction.
Per quanto riguarda l'allenamento aerobico tradizionale (Steady State Training), non sembra che questo abbia effetti sul dimagrimento localizzato. Després et al. riportarono che un programma su cicloergometro di 20 settimane portava ad una riduzione della massa grassa e del peso corporeo. Questo protocollo però portò ad una riduzione più marcata delle pliche del tronco (-22%) rispetto a quelle delle estremità (-12,5%). Se il grasso fosse stato mobilizzato preferenzialmente vicino alle riserve adipose sottocutanee situate in prossimità dei muscoli in attività, ci si sarebbe aspettati che le pliche delle estremità inferiori sarebbero state intaccate maggiormente rispetto a quelle del tronco. Lo stesso studio riscontrò una riduzione del 18% della plica sovrailiaca, e del 13% della plica della coscia. Questo dato può essere spiegato da cause ormonali: le cellule adipose sottocutanee a livello addominale sono più sensibili all'effetto lipolitico delle catecolammine (adrenalina, noradrenalina) rispetto alle cellule adipose sottocutanee situate nella regione della coscia. Analogamente all'esercizio anaerobico di resistenza, anche quello aerobico sembrava favorire una riduzione adiposa maggiore nella regione addominale.
Una ricerca contemporanea (Noland e Kearney, 1978) analizzò la differenza tra l'effetto dell'esercizio callistenico e la normale attività aerobica. Al primo gruppo di 27 donne venne prescritto un programma callistenico mirato all'addome, fianchi e cosce, mentre il secondo gruppo di 29 donne eseguì una normale attività aerobica. Entrambi i gruppi si sono allenati 3 volte a settimana per 30 minuti per un periodo di 10 settimane. Nonostante la percentuale di massa grassa non fosse stata ridotta significativamente, le misurazioni antropometriche quali la plicometria e le circonferenze riconobbero un decremento in entrambi i gruppi. In questo caso non venne indicata alcuna riduzione lipidica locale preferenziale.
Se l'esercizio aerobico tradizionale è generalmente riconosciuto come ininfluente sul dimagrimento localizzato, alcuni metodi aerobici in Super Circuit Training potrebbero al contrario dimostrarsi anche più efficaci del discusso esercizio anaerobico di resistenza, la cui validità per questo scopo rimane controversa. Come verrà ampiamente esposto in seguito, l'équipe di ricercatori italiani Dussini, Martino, Neri, Paoli, e Velussi nel 1994 riuscì a dimostrare l'efficacia di un particolare metodo di allenamento a circuito aerobico (allenamento misto cardio e pesi) nella riduzione localizzata dell'adipe tramite uno studio pubblicato sul European Journal of Physiology, un metodo che verrà appunto nominato come Spot reduction. Tali risultati però sono passati quasi inosservati nel mondo scientifico internazionale per la scarsa reperibilità di questo studio, e sembra che questo metodo sia stato riproposto e diffuso limitatamente sul territorio italiano. Essi dimostrarono che un Super Circuit Training (o Aerobic Circuit Training), cioè un Circuit training con i pesi intervallato da esercizi aerobici, senza pausa tra le serie, sullo stimolo selettivo di determinate parti corporee, riusciva a ridurre la plica nelle regioni allenate più di un allenamento aerobico tradizionale. In questo esperimento vennero testati alcuni soggetti, uomini e donne, divisi in 2 gruppi, uno di studio e uno di controllo. Il test prevedeva 3 allenamenti a settimana simili in termini di esercizi, ma impostati in maniera diversa. Il gruppo di studio, ovvero coloro che testavano il metodo Spot reduction, eseguivano un Super Circuit Training (SCT) composto da tri set che coinvolgevano le parti in cui si intendeva ridurre il grasso localizzato (tricipiti, addominali, fianchi), intervallati da macchine cardio (bike o stepper). La parte cardio di questo programma raggiungeva una durata di 28 minuti. Alla fine di questo circuito venivano stimolati i muscoli della parte superiore del corpo, non sollecitati precedentemente, con un tradizionale allenamento di resistenza da 3 serie e recuperi di 60 secondi. Il gruppo di controllo eseguiva invece un allenamento cardio composto da un circuito di sole stazioni aerobiche (stepper, bike, treadmill) sempre per un totale di 28 minuti (Steady State Training)), mentre, analogamente al gruppo di studio, l'altra metà del programma si impostava con un normale allenamento anaerobico in Resistance training con esercizi con sovraccarichi per la parte superiore del corpo. Tutti i soggetti hanno continuato a seguire il loro normale regime alimentare per fare in modo che i risultati della ricerca potessero essere chiaramente attribuibili al programma e non alla dieta. Al termine del programma della durata di 6 settimane, entrambi i gruppi avevano subito un significativo dimagrimento, confermando come l'attività aerobica in combinazione con l'attività con i pesi possa favorire la perdita di grasso. Ciò che confermò la validità del metodo dei ricercatori era la riduzione delle pliche in maniera maggiore nelle zone dei muscoli dei soggetti del gruppo di studio (tricipiti, addome, fianchi), dimostrando la possibilità di portare al dimagrimento localizzato. Venne inoltre riscontrato che nelle donne fosse risultato un significativo calo riguardante le pliche delle cosce..
Come verrà accennato nel dettaglio nel paragrafo Metodi di misurazione e controversie, la sola valutazione plicometrica o antropometrica può rappresentare un metodo piuttosto limitato per poter convalidare l'efficacia di un programma di allenamento sulla riduzione lipidica localizzata, senza il supporto di metodi di misurazione più avanzati. Evidenze più recenti (Treuth et al. 1994, 1995, Kostek et al., 2007) infatti constatarono che la plicometria non risultava un metodo affidabile per stabilire una riduzione del grasso sottocutaneo. Treuth et al. stabilì che, secondo le stime del plicometro, il grasso cutaneo non era cambiato tra la fase precedente e successiva al programma di un Resistance training, mentre ne veniva rilevato un decremento con la risonanza magnetica (MRI), la tomografia computerizzata (CT), o ll'ssorbimetria a raggi X a doppia energia (DEXA). Kostek rilevò che, in soggetti uomini, secondo la misuzione plicometrica il grasso sottocutaneo del braccio allenato subiva un decremento al contrario di quello non allenato, mentre con la risonanza magnetica (MRI) non risultò alcuna differenza tra le riserve adipose delle 2 braccia. Precedentemente, anche Krotkiewski et al. (1979) segnalarono che la diminuzione dello spessore del tessuto adiposo sottocutaneo dell'arto allenato non era associato ad una riduzione significativa della dimensione delle cellule adipose, ma era probabilmente più legato a fattori geometrici secondari dati dall'ipertrofia del muscolo sottostante. Inoltre il caso curioso e anomalo della mancata rintracciabilità di questo studio sulle riviste scientifiche e nelle banche dati scientifiche non ha permesso che questo potesse essere riconosciuto, valutato, accreditato su larga scala a livello internazionale, lasciando alcune perplessità e penalizzandone in un certo modo la rilevanza, la credibilità, e la diffusione. Non a caso questo non è mai stato citato in nessuna ricerca scientifica sulla Spot reduction. Ciò lascerebbe ancora aperti dei punti interrogativi sulla validità di questo metodo di allenamento, che per l'obiettivo che si pone, è stato denominato Spot reduction in richiamo all'omonimo termine anglofono che fa riferimento al dimagrimento localizzato. Ad ogni modo alcune scuole di fitness nazionali e diversi professionisti ne hanno approvato il metodo promuovendolo come allenamento comprovato, che sembra rimanere confinato sul territorio italiano, anche se anche all'estero qualcuno è arrivato a conclusioni simili.

### Metodi di misurazione e controversie
Uno dei problemi legati alla convalida sull'efficacia della riduzione adiposa localizzata data dall'esercizio anaerobico è rappresentata dalle diverse tecniche di misurazione applicate nelle diverse ricerche. Tali metodi includono misurazioni superficiali come la plicometria o le circonferenze, e misurazioni più elaborate come l'imaging a risonanza magnetica (MRI), la tomografia computerizzata (CT), la assorbimetria a raggi X a doppia energia (DEXA), gli ultrasuoni, la misurazione delle dimensioni degli adipociti, e più recentemente il flusso ematico sottocutaneo (Xe-133 washout), la lipolisi sottocutanea rilevata mediante le concentrazioni di glicerolo a livello interstiziale, arterioso, e ematico. Il metodo di misurazione prevedibilmente rappresenta un fattore di grande importanza. Il problema dell'affidabilità dei metodi di misurazione riguardano sia le tecniche superficiali che più elaborate che sono state usate per supportare o negare l'efficacia o l'esistenza del dimagrimento localizzato. Mentre è stata riconosciuta la relativa inaffidabilità dei metodi di misurazione superficiali come le pliche o le circonferenze e il loro impatto sull'ampiezza dei cambiamenti necessari a mostrare differenze significative, raramente ne sono stati discussi gli effetti o riportate le stime. Meno approfonditi sono i margini di errore di queste tecniche. Queste comportano diversi passaggi di misurazione, analisi, e manipolazione di dati che possono portare a numerosi errori, i quali possono alterare i risultati effettivi e le reali differenze necessarie per dimostrare l'efficacia o meno di un metodo di allenamento.
Diversi ricercatori hanno notato differenze nelle stime del dimagrimento localizzato in base alla metodologia. Ad esempio, Treuth et al. (1994, 1995) notarono che secondo le stime del plicometro, il grasso cutaneo non era cambiato tra la fase precedente e successiva al programma di allenamento di resistenza, mentre ne veniva rilevato un decremento con la risonanza magnetica (MRI), tomografia computerizzata (CT), o la Assorbimetria a raggi X a doppia energia (DEXA). I ricercatori conclusero che il decremento del grasso sottocutaneo come risultato dell'allenamento di resistenza può essere stabilito solo usando criteri di misurazione più precisi come MRI, CT, o DEXA e non con i metodi antropometrici come la plicometria. Kostek et al. (2007) confermò questo dato successivamente. Questo solleva un interessante punto interrogativo sulla validità delle misurazioni, una questione che raramente è stata al centro dell'attenzione. A questo proposito è stata notata una bassa correlazione tra le stime sulle misurazioni adipose effettuate tramite plicometria e risonanza magnetica o ultrasuoni. Una spiegazione plausibile può essere che con un allenamento che prevede un esercizio specifico, in particolare l'esercizio di resistenza, l'aumento dell'ipertrofia muscolare comprime lo spazio extracellulare tra le cellule adipose. Se la quantità totale di grasso sottocutaneo nell'arto allenato (gamba o braccio) rimane inalterato dopo il programma di allenamento (il diametro degli adipociti non cambia), ma di fatto occupa meno spazio a causa dell'ipertrofia muscolare, questo risulterebbe in un decremento del grasso sottocutaneo tramite una valutazione plicometrica, ma non con la risonanza magnetica. Quindi basarsi solo sui dati della plicometria risulterebbe fuorviante, e ciò rimetterebbe in discussione i risultati di alcune ricerche la cui attendibilità sambrava indiscutibile, come quelle di Dussini.

### Regioni corporee e dimagrimento predeterminato
In linea generale, nell'uomo determinate riserve adipose subiscono un decremento maggiore e più rapido rispetto ad altre. Svariate ricerche infatti sostengono che il dimagrimento sia un fenomeno generalizzato, ovvero che il grasso di deposito segue un decremento generale senza che possa essere intaccata solo o maggiormente una particolare area. L'effetto lipolitico in determinate zone corporee viene condizionato da diversi fattori individuali come possono essere il sesso, il profilo ormonale, e l'appartenenza ai diversi tipi costituzionali (androide e ginoide).
Ci sono prove che la perdita di grasso indotta dall'esercizio fisico è maggiore nel tessuto adiposo viscerale e sottocutaneo addominale che non in quello sottocutaneo gluteo-femorale. Per la precisione, è stato riscontrato che, i depositi di grasso intra-addominale (o viscerale) hanno il maggiore tasso di turnover, il depositi di grasso sottocutaneo addominale hanno un tasso intermedio, mentre i depositi sottocutanei nella zona gluteo-femorale subiscono un ricambio relativamente più lento. Infatti le cellule adipose sottocutanee a livello addominale sono più sensibili all'effetto lipolitico delle catecolammine (adrenalina, noradrenalina), cioè molecole prodotte dall'attività fisica, rispetto alle cellule adipose sottocutanee situate nella regione della coscia. La noradrenalina sembra avere un effetto maggiormente lipolitico rispetto all'adrenalina. Ciò suggerisce che i depositi di tessuto adiposo regionali sono generalmente regolati in maniera indipendente, e che l'esercizio fisico sia di natura aerobica che anaerobica, e i programmi di dimagrimento riescano di base a facilitare maggiormente la perdita di grasso a livello addominale piuttosto che gluteo-femorale.

#### Fattori sessuali
L'enzima lipoproteina lipasi (LPL) è responsabile dell'accumulo di lipidi nei siti di riserva all'interno delle cellule adipose (lipogenesi). Nelle donne, l'attività della lipoproteina lipasi è maggiore nella zona gluteo-femorale che nella regione addominale. Gli estrogeni e il progesterone sembrano la causa dell'aumentata attività della LPL nelle donne. Inoltre, la risposta lipolitica delle catecolammine è inferiore nella regione gluteo-femorale rispetto a quella addominale, sia negli uomini che nelle donne. Quindi, la distribuzione regionale e la mobilitazione del tessuto adiposo sembrano seguire un modello biologicamente selettivo e predeterminato indipendentemente dal tipo di esercizio. Anche con la riduzione del peso, la distribuzione relativa al grasso rimane stabile a livello di rapporto vita-fianchi (WHR), tuttavia, il rapporto vita-coscia diminuisce, suggerendo che la regione della coscia è leggermente più resistente alla mobilizzazione dei grassi nelle donne.

#### Fattori costituzionali
A questo proposito assume una certa importanza anche l'appartenenza ai diversi tipi costituzionali androide e ginoide. Queste 2 tipologie rappresentano i modelli costituzionali di accumulo di grasso a cui appartengono la maggior parte dei soggetti. La costituzione androide predilige l'accumulo di grasso nella parte superiore del corpo, soprattutto nella zona addominale/viscerale, mentre la costituzione ginoide è soggetta ad un accumulo predisposto nelle zone inferiori del corpo, in particolar modo nella regione glutea e femorale. La costituzione androide prevedibilmente è maggiormente distribuita, ma non esclusivamente, nei soggetti di sesso maschile, mentre quella ginoide viceversa è più presente nelle donne, ma non esclusivamente. Come per i fattori sessuali e regionali, anche queste differenze sono date da cause ormonali. Questa differente distribuzione del grasso corporeo è causata principalmente dall'effetto dato dagli ormoni steroidei sul tessuto adiposo dei maschi e delle femmine. Il testosterone, ormone tipicamente maschile (androgeno), e maggiormente prodotto dai soggetti androidi, tende a ridurre il numero e il volume delle cellule adipose (ormone lipolitico) e mantenere una muscolatura più sviluppata, e, assieme all'estradiolo, avrebbe un'azione lipolitica nella regione addominale. Ciò spiega la tendenza degli androidi ad essere soggetti a facili variazioni di peso e facile perdita di grasso. Il cortisolo, ormone per caratteristica prodotto in maggiore quantità dalla costituzione androide, aumenta il volume (ipertrofia) degli adipociti, nella parte alta del corpo, soprattutto la zona addominale e tra i visceri. Mentre gli estrogeni, maggiormente secreti dalla costituzione ginoide, tendono ad aumentare sia il volume (ipertrofia) che il numero (iperplasia) delle cellule adipose nella parte inferiore.
I soggetti di costituzione androide, sia uomini che donne, presentano adipociti di maggiori dimensioni nella zona addominale rispetto ai ginoidi, perché soggetti a maggiore ipertrofia. È stato constatato che, tra gruppi di donne appartenenti rispettivamente alla costituzione androide e ginoide, le prime hanno mostrato una maggiore riduzione del rapporto vita-fianchi dopo aver seguito un programma per la perdita di peso di 1 anno, e, allo stesso livello di perdita di peso, hanno dimostrato un minore decremento della massa magra (muscolo scheletrico). Le cellule adipose della zona glutea hanno mostrato una riduzione più lenta rispetto a quelle della regione addominale, soprattutto nella costituzione ginoide. Da queste conclusioni si può dedurre che i soggetti androidi subiscono una riduzione lipidica generalmente maggiore, e riescono a ridurre in maniera più rapida le diverse riserve adipose regionali, in particolare nella zona addominale, mentre presentano un'inferiore capacità di accumulare grasso nella zona gluteo-femorale.

#### Conclusioni
Questo lascia intendere che in un programma di dimagrimento, il decremento adiposo nelle varie zone corporee viene determinato prima di tutto da fattori indipendenti dallo stimolo selettivo indotto dall'esercizio, ma piuttosto da delle predisposizioni di carattere costituzionale e sessuale. In sintesi, viene riconosciuto che:
- tendenzialmente la zona addominale-viscerale e quella più facilmente sottoposta ad una riduzione adiposa, al contrario di quella gluteo-femorale, sia negli uomini che nelle donne;[20][30][31][32]
- le catecolammine (adrenalina, noadrenalina), cioè quelle molecole prodotte dall'attività fisica che permettono la mobilizzazione del grasso (lipolisi), riescono a favorire una maggiore mobilizzazione lipidica nella regione addominale e meno in quella gluteo-femorale;[20][33]
- proprio per questo motivo, l'esercizio fisico, sia di natura aerobica[10][45] che anaerobica[17][18], favorisce di base una riduzione adiposa maggiore a livello addominale, rispetto ad altre regioni corporee come quella gluteo-femorale;
- gli uomini sono ulteriormente facilitati a ridurre la massa grassa, in particolare lo strato adiposo addominale, mentre accumulano meno grasso nella regione gluteo-femorale;[34][35]
- le donne sono maggiormente predisposte ad accumulare grasso nella regione gluteo-femorale, e trovano più difficoltà nella sua riduzione in questa zona;[34][35]
- i soggetti di costituzione androide (maschi e femmine) presentano una maggiore predisposizione all'accumulo nella zona addominale-viscerale e meno in quella gluteo-femorale[40][42], e il loro tessuto adiposo è più orientato sull'ipertrofia e meno sull'iperplasia;[40][43]
- i soggetti di costituzione ginoide (maschi e femmine) presentano una maggiore predisposizione all'accumulo nella zona gluteo-femorale, e il loro tessuto adiposo è orientato sull'ipertrofia sull'iperplasia;[40]
- i soggetti di costituzione androide riescono a ridurre la massa grassa maggiormente e più rapidamente rispetto ai ginoidi, in tutte le zone corporee, soprattutto nella regione addominale/viscerale, ed accumulano meno grasso a livello gluteo-femorale;[5]